# Ōmoriskala
Die Ōmoriskala wurde 1900 vom japanischen Wissenschaftler Fusakichi Ōmori zur Abschätzung der seismischen Intensität von Erdbeben in Japan entwickelt.
Die Ōmoriskala ist eine siebenteilige Skala, die vor allem die Auswirkungen von Erdbeben auf typisch japanische Bauweisen betrachtet und auch auf die Landschaft. Sie bringt diese Effekte in Verbindung mit der maximalen Beschleunigung durch Erdbebenstöße am Erdboden. Auf der Grundlage der Ōmoriskala entwickelte die Japan Meteorological Agency (JMA) 1951 den bis 1996 in Japan und Taiwan verwendeten Vorläufer der JMA-Skala. Da die Ōmoriskala vor allem Schäden beurteilt, enthält sie keine Stufen, die den Stufen I bis V der Mercalliskala entsprechen, die ja auf Erdbebeneffekten beruhen, welche keine Beschädigungen nach sich ziehen. Die Stufe I der Ōmoriskala ist demnach ungefähr gleichzusetzen mit der Mercallistufe VI.
Im Gegensatz zu Magnitudenskalen, wie etwa die bekannte Richterskala, beschreibt eine Intensitätsskala diejenigen Auswirkungen eines Erdbebens auf Landschaft, Straßen oder Gebäude, die ohne Instrumente wahrgenommen werden können (Makroseismik). Je nach örtlichen Gegebenheiten kann ein einzelnes Beben, das nach einer solchen Skala eingestuft wurde, an verschiedenen Orten unterschiedliche Stärken besitzen. Beispiele anderer Intensitätsskalen sind etwa die Mercalliskala, die Europäische Makroseismische Skala (EMS) oder die Rossi-Forel-Skala.
| Stärkegrad | Max. Beschleunigung* (mm/s²) | Beobachtung |
| ---------- | ---------------------------- | --- |
| I          | 300                          | Der Erdstoß ist so stark, dass die meisten Personen in Gebäuden erschrecken und nach draußen flüchten. Leichte Wandrisse und Putzschäden an schlecht gebauten Ziegelgebäuden, normale Holzhäuser knirschen laut. Möbel fallen um, Pendeluhren bleiben stehen, schlecht gebaute, hohe Kamine (z. B. Fabrikschlote) fallen um. Bäume erzittern sichtbar und das Wasser in Teichen und Tümpeln wird schlammig. |
| II         | 900                          | Wandrisse an normalen Holzhäusern, alte Holzhäuser werden schief. Manche japanischen Grabsteine und andere aufragende Objekte wie Steinlaternen fallen um, manche Thermal- und Mineralquellen ändern ihr Verhalten. Normale Fabrikschornsteine halten noch stand. |
| III        | 1200                         | Etwa ein Viertel aller Fabrikschornsteine wird beschädigt. Schlecht gebaute Ziegelhäuser werden zum Teil oder vollständig zerstört. Einige Holzbrücken werden beschädigt, manche Grabsteine und andere aufragende Objekte wie Steinlaternen fallen um. Japanische papierbespannte Türen gehen zu Bruch, Dachziegel verrutschen und leichter Steinschlag wird an einigen Bergflanken beobachtet. |
| IV         | 2000                         | Alle Fabrikschornsteine werden beschädigt. Die meisten Ziegelhäuser werden zum Teil oder vollständig zerstört, einige Holzhäuser werden vollständig zerstört. Holzschiebetüren springen aus ihren Führungen, normale Steinlaternen fallen um und Holzbrücken werden zum Teil zerstört. Spalten mit einer Breite von fünf bis acht Zentimetern öffnen sich in ebenem und weichem Untergrund, hier und da werden Dämme und Uferböschungen beschädigt. |
| V          | 2500                         | Alle normalen Ziegelhäuser werden sehr schwer beschädigt, etwa drei Prozent der Holzhäuser werden vollständig zerstört. Einige buddhistische Tempel stürzen ein. Dämme und Uferböschungen werden schwer beschädigt. Eisenbahngleise werden leicht verbogen, Ziegelmauern beschädigt und normale Grabsteine stürzen um. An einigen Stellen entstehen große Spalten im Boden entlang von Wasserläufen, die bis zu 60 cm breit werden können. Das Wasser aus Bächen und Flüssen schwappt ans Ufer, Brunnenwasser trübt sich. Erdrutsche kommen vor. |
| VI         | 4000                         | Die meisten buddhistischen Tempel stürzen ein. 50 bis 80 Prozent der Holzhäuser werden vollständig zerstört. Dämme und Uferböschungen werden fast vollständig zerstört. Wege und Straße durch Reisfelder werden stark beschädigt und in einem Maße von Rissen und Spalten unterbrochen, dass der Verkehr mittels Reittieren oder Fahrzeugen auf ihnen verhindert wird. Eisenbahngleise werden stark verbogen, große Eisenbrücken werden zerstört. Holzbrücken werden zum Teil oder völlig zerstört und auch stabil gebaute Grabsteine fallen um. Meterbreite Spalten öffnen sich im Boden und werden manchmal von Sand- oder Wasserfontänen begleitet. Die meisten unterirdischen Tanks aus Eisen oder solche aus Keramik werden zerstört. Alle niedrig gelegenen Ebenen werden horizontal und vertikal solchermaßen geschüttelt, dass manchmal alle Bäume und Pflanzen absterben, es kommt zu zahlreichen Erdrutschen. |
| VII        | ≫ 4000                       | Alle Gebäude außer einigen Holzkonstruktionen werden zerstört. Einige Türen oder Holzhäuser werden 30 bis 90 cm weit gestoßen. Große Erdrutsche stürzen von den Bergflanken und große Abrisse entstehen im Boden. |

* Die maximale Beschleunigung gibt die durch Erdbebenwellen erzeugte und an der Erdoberfläche wirkende Beschleunigung an. Für die Schadwirkung eines Bebens sind vor allem die parallel zur Erdoberfläche wirkenden horizontalen Beschleunigungskräfte von Bedeutung.